# Thierry Brac de la Perrière

Bischofswappen

Thierry Marie Jacques Brac de la Perrière (* 17. Juni 1959 in Lyon) ist ein französischer römisch-katholischer Geistlicher und Weihbischof in Lyon.

## Leben
Er besuchte in Lyon die Schule Saint-Marc und studierte anschließend moderne Literatur in Lyon, welches er mit dem Lizenziat abschloss. Nachdem er seinen Militärdienst abgeleistet hatte, trat er im September 1982 in das Priesterseminar von Lyon ein und begann das Studium der Katholischen Theologie, welches er ebenfalls mit einem Lizenziatsabschluss beendete.
1987 zum Diakon geweiht, fand er seine erste Stelle in der Pfarrei Sainte-Bernadette de Caluire. Nach seiner Priesterweihe am 19. Juni 1988 blieb er bis 1994 Kaplan in Caluire. Von 1994 bis 2001 Pfarrer der Kirche Notre-Dame-du-Point-du-Jour zu Lyon, war er anschließend an Sainte-Trinité in Lyon. Von 2002 bis 2003 war er als Generalvikar des Erzbistums Lyon tätig.
Papst Johannes Paul II. ernannte ihn am 15. April 2003 zum Titularbischof von Zallata und zum Weihbischof in Lyon. Erzbischof Philippe Barbarin spendete ihm am 25. Mai 2003 in der Kathedrale von Lyon die Bischofsweihe; Mitkonsekratoren waren der Bischof von Viviers, François Blondel, und der Bischof von Le Mans, Jacques Faivre.
Am 27. August 2011 wurde er von Papst Benedikt XVI. als Nachfolger von François Deniau zum Bischof von Nevers ernannt. Ein Strafverfahren gegen Kardinal Philippe Barbarin sowie Erzbischof Maurice Gardès und Bischof Brac de la Perrière selbst wegen Vertuschung sexuellen Missbrauchs wurde am 7. Januar 2019 eröffnet. Papst Franziskus nahm am 26. Juni 2023 das von Thierry Brac de la Perrière vorgebrachte Rücktrittsgesuch an und ernannte ihn zum Titularbischof von Senez und zum Weihbischof in Lyon.